# Diecezja Peterborough (anglikańska)
Diecezja Peterborough (ang. Diocese of Peterborough) – diecezja Kościoła Anglii w metropolii Canterbury, obejmująca hrabstwa Northamptonshire i Rutland, a także część hrabstwa Cambridgeshire. Powstała w czasie reformacji. 

## Biskupi
stan na 24 stycznia 2018:
- biskup diecezjalny: Donald Allister (z tytułem biskupa Peterborough)
- biskup pomocniczy: John Holbrook (z tytułem biskupa Brixworth)